# Stefan Medina
John Stefan Medina Ramírez (Envigado, 1992. június 14. –) kolumbiai labdarúgó, a mexikói Monterrey hátvédje.